# 藤原園人
藤原 園人（ふじわら の そのひと）は、奈良時代末期から平安時代初期にかけての公卿。藤原北家、参議・藤原楓麻呂の長男。官位は従二位・右大臣、贈正一位・左大臣。前山科大臣（さきのやましなのおとど）とも称された。

## 経歴

### 光仁から桓武朝
父・楓麻呂は西海道使や国司等を歴任し、長く地方行政に携わった後、参議へ昇進して4年後の宝亀7年（776年）に薨去した。当時、園人はまだ無位で任官していなかったが、父歿から3年後の宝亀10年（779年）従五位下に初叙され、美濃介に任ぜられた。
その後、延暦2年（783年）から延暦4年（785年）にかけて一時的に少納言・右少弁と太政官の官房機関の官職を務めた他は、備中守・安芸守・大宰少弐・豊後守・大和守と桓武朝の前期から中期にかけて長く地方官を務めた。園人は百姓の立場から仁政をしく良吏であったらしく、国守として赴任した豊後国では、園人の善政と遺徳を頌える祠が建てられ、大分県日出町大神の御霊社に現存している。また、大和守の官職にあった延暦18年（799年）には、郡司について任務が大変な割に外考（外位に対する考課。内位に比べて昇進が遅い）扱いで、子孫に対して恩恵を残す事ができず、十分な収益も得られない事から、郡司に任じても辞退者が続出して郡の行政に支障を来していたため、内考扱いとするよう言上し、朝廷より畿内5ヶ国について認められている。
延暦17年（798年）従四位下・右京大夫に叙任されて京官を兼ねると、のち右大弁・大蔵卿と要職を歴任した。

### 平城朝
大同元年（806年）平城天皇即位に伴って正四位下・参議（のち観察使制度の設置により山陽道観察使）に叙任され公卿に列した。また、皇太弟に立てられた神野親王（後の嵯峨天皇）の皇太弟傅にも任じられている。
この頃から園人は積極的な政策提案を行い、多くが採用された。園人の民政提案は、百姓撫民（貧民救済）と権門（皇族・有力貴族・寺社）抑制の2つの大きな方針から構成されていた。当時は律令制の本格施行から1世紀が経過し、均等な階層として想定されていた百姓層の階層分化が進行しつつあった。大多数の百姓は次第に貧民化していき、ごく少数の富豪百姓らに従属していく等、従前の共同体秩序が変質し始めていた。さらに有力貴族・寺社等の権勢家（権門）が、自らの経済基盤を強化するため、墾田永年私財法による規制面積以上に土地を開発し、百姓層の生活を圧迫する状況が見られた。百姓層の均質性は律令制維持のための前提条件であり、園人の政策提案は、百姓層の均質性維持、ひいては律令制維持を図ったものであり、園人の政策を採用した当時の政府もまた、律令制維持を企図していたのである。
なお、この頃に園人が建言し採用された施策として、以下のものがある。
- 西海道（九州地方）から平安京に向かう使人が多数に上り、使人送迎への動員により、西海道の庶民が疲弊している。従って、大宰府を含む西海道諸国の五位以上の官人は国司の任期（4年）が満了した者を除いて入京を禁止すべきである[2]。
- 山海から得られる収穫は公私で共有すべき物であるが、権勢家が占有して百姓の利用を閉め出している。しかし、愚かな役人はこの状況を許し、敢えて諫止していないため、人民は甚だしく衰亡している。従って、慶雲3年（706年）の詔[3]に従って、権勢家の占有を一切禁止すべきである[4]。
- 播磨国は封戸が多数設置され、封戸租を運搬するための負担が百姓が疲弊している。加えて、平安京に近いことから頻繁に雑用を課せられるため、費用に充当するための動用穀が不足し、長年蓄えていた不動穀も消費して、僅か9万斛（石）しか残っていない。従って、春宮坊と諸寺の封戸を東国へ移すべきである[5]。
- 山陽道（播磨国・備中国・備後国・安芸国・周防国）の5ヶ国は、しばしば不作が発生し人民が疲弊していたため、延暦4年（785年）から延暦24年（805年）迄の間に庸と雑穀の未進が少なからず発生している。この未進分を本来の課税品目で徴収しようとしても、担当すべき当時の国司は死亡あるいは交代していて実施は難しく、百姓も病と飢えで運搬に非常に困難を伴う。そのため、未進分は正税に混合して穎稲の形で収納すべきである[6]。
- 山陽道諸国では長年疲弊しており、徴税が困難となっている。加えて、大同4年（809年）4月28日の恩赦によって、徴税担当国司の未徴収の罪は赦免されているため、後任に未徴収分の徴税させる他はないが、実施に非常に困難を来している。従って、朝廷の財政逼迫状況を踏まえて、大同元年（806年）以降の庸調・雑米の未進は全て徴収するが、他雑物で恩赦以前の未進については徴収を免除する事によって、人民の負担軽減及び後任国司が前任国司の責任を負う事の回避を図るべきである[7]。

### 嵯峨朝
大同4年（809年）東宮傅として仕えた嵯峨天皇が即位すると正三位・中納言に任ぜられ、翌大同5年（810年）には大納言に昇進する。弘仁3年（812年）には右大臣・藤原内麻呂の薨去に伴い、園人は嵯峨天皇の厚い信任の下右大臣に任官し、太政官の首班に立った。また、弘仁5年（814年）には従二位に叙せられると共に、6月に万多親王らと『新撰姓氏録』を嵯峨天皇へ提出している。
『日本後紀』等によれば、園人が主導する政府の施政方針は、参議時代から提唱していた百姓撫民及び権門抑制だったと考えられている。しかし園人の精力的な取り組みにもかかわらず、社会状況は必ずしも好転しなかったようである。また園人の施政は独自のものではなく、前代の桓武天皇や藤原緒嗣らの路線を踏襲したものと評価する見解もある。園人の次に太政官首班となった藤原冬嗣は律令支配路線を大きく転換し、権門による開発の規制緩和を実施していった。
弘仁9年（818年）12月19日薨去。享年63。最終官位は右大臣従二位兼行皇太弟傅。嵯峨天皇はその死を非常に惜しみ、葬儀へ使者を遣わすと共に、左大臣正一位の官位を贈った。空海も園人への追悼の書を記している。

## 官歴
注釈のないものは『日本後紀』による。
- 宝亀10年（779年） 正月12日：無位から従五位下。2月23日：美濃介。
- 天応元年（781年） 5月25日：備中守。
- 延暦2年（783年） 2月25日：少納言。
- 延暦4年（785年） 正月27日：右少弁。10月2日：安芸守。
- 延暦8年（789年） 正月6日：従五位上。2月4日：備後守。3月16日：大宰少弐。
- 延暦10年（791年） 正月22日：豊後守。
- 時期不詳：正五位下
- 延暦17年（798年） 2月25日：大和守[9]。5月17日：右京大夫[9]。8月16日：従四位下[9]。11月8日：治部大輔[9]。
- 延暦18年（799年） 9月10日：右大弁。
- 延暦20年（801年） 7月：大蔵卿
- 延暦22年（803年） 正月7日：従四位上・兼相模守[9]。
- 大同元年（806年） 2月16日：宮内卿。3月18日：権参議。4月18日：参議。5月5日：正四位下[9]。5月19日：兼皇太弟傅。5月24日：山陽道観察使。
- 大同3年（808年） 4月3日：北陸道観察使を兼任。6月28日：民部卿を兼任。
- 大同4年（809年） 3月30日：従三位。4月13日：正三位。9月19日：中納言。
- 弘仁元年（810年） 2月8日：大納言。9月18日：兼東宮傅。
- 弘仁3年（812年） 12月5日：右大臣（太政官首班となる）。
- 弘仁5年（814年） 正月7日：従二位。6月：万多親王らと『新撰姓氏録』を嵯峨天皇へ提出。
- 弘仁9年（818年） 12月19日：歿、贈左大臣正一位。

## 系譜
- 父：藤原楓麻呂
- 母：藤原良継の娘
- 妻：藤原園主の娘
  - 次男 : 藤原関主 - 因幡守
- 生母不詳
  - 長男 : 藤原浜主（785-845） - 木工頭・安芸守
  - 三男 : 藤原並人